# De Lijn
 (janvier 2016).
Si vous disposez d'ouvrages ou d'articles de référence ou si vous connaissez des sites web de qualité traitant du thème abordé ici, merci de compléter l'article en donnant les références utiles à sa vérifiabilité et en les liant à la section « Notes et références ».

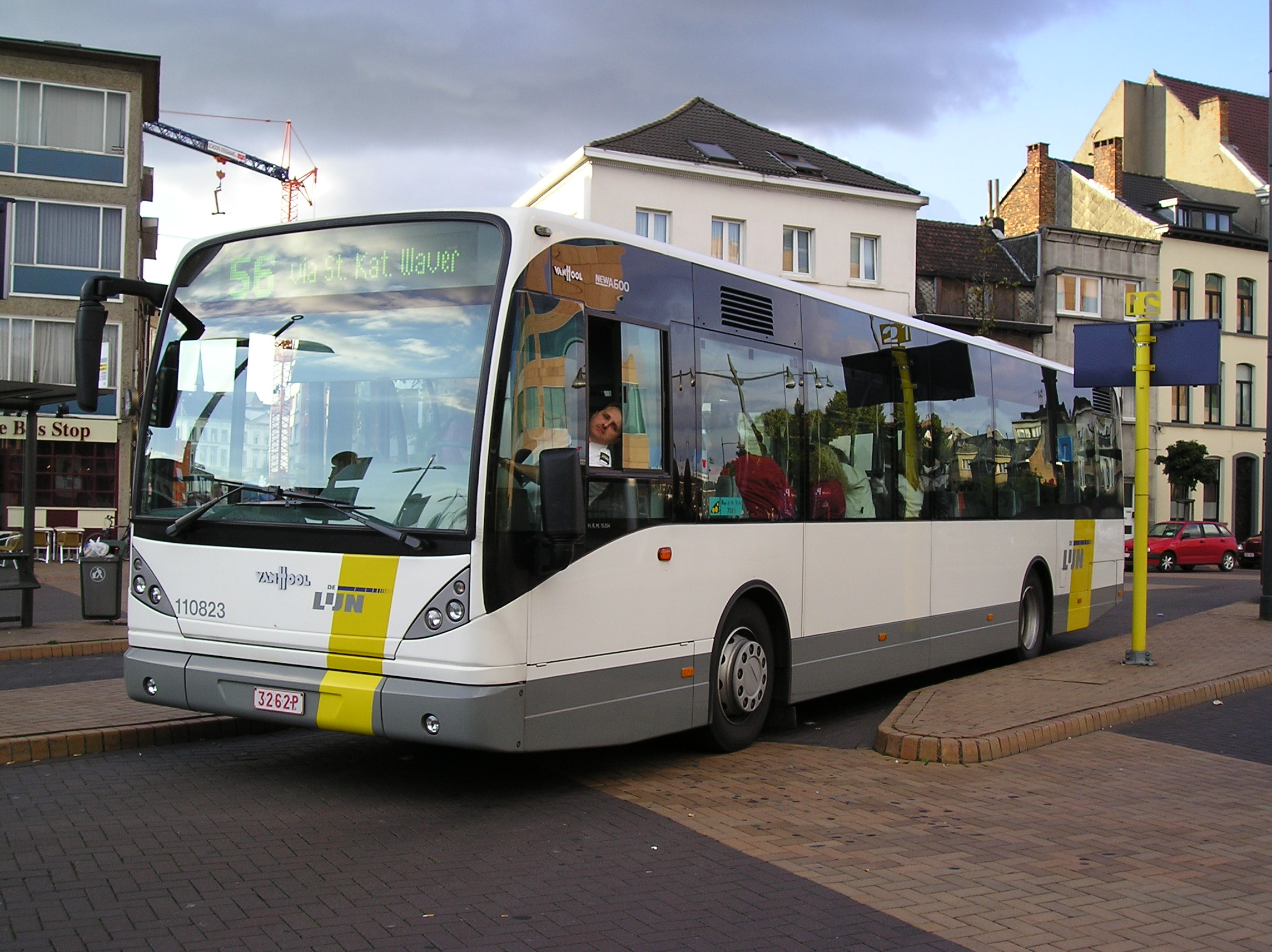
Un bus de De Lijn dans la ville de Malines.

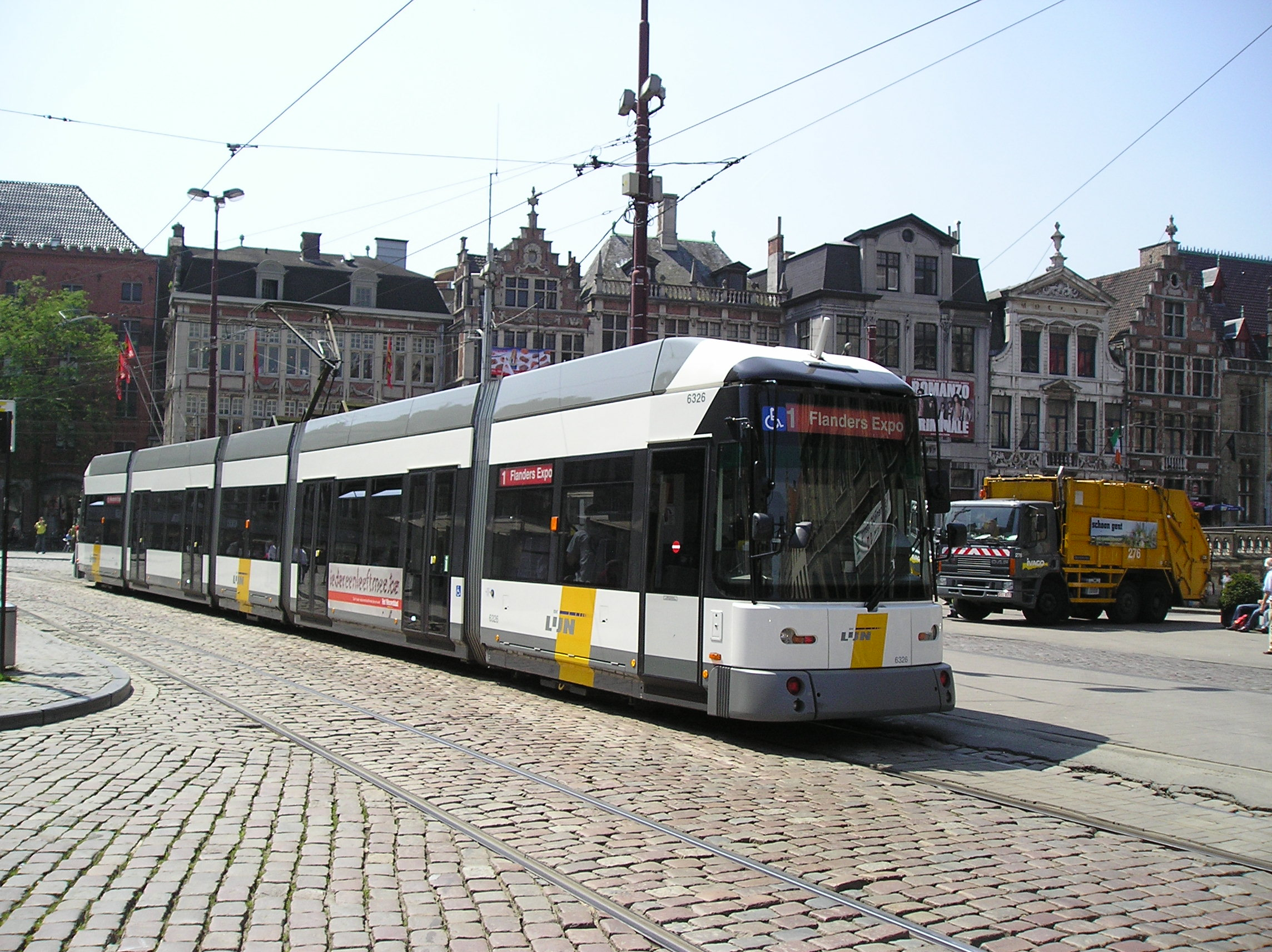
Le tramway de Gand.

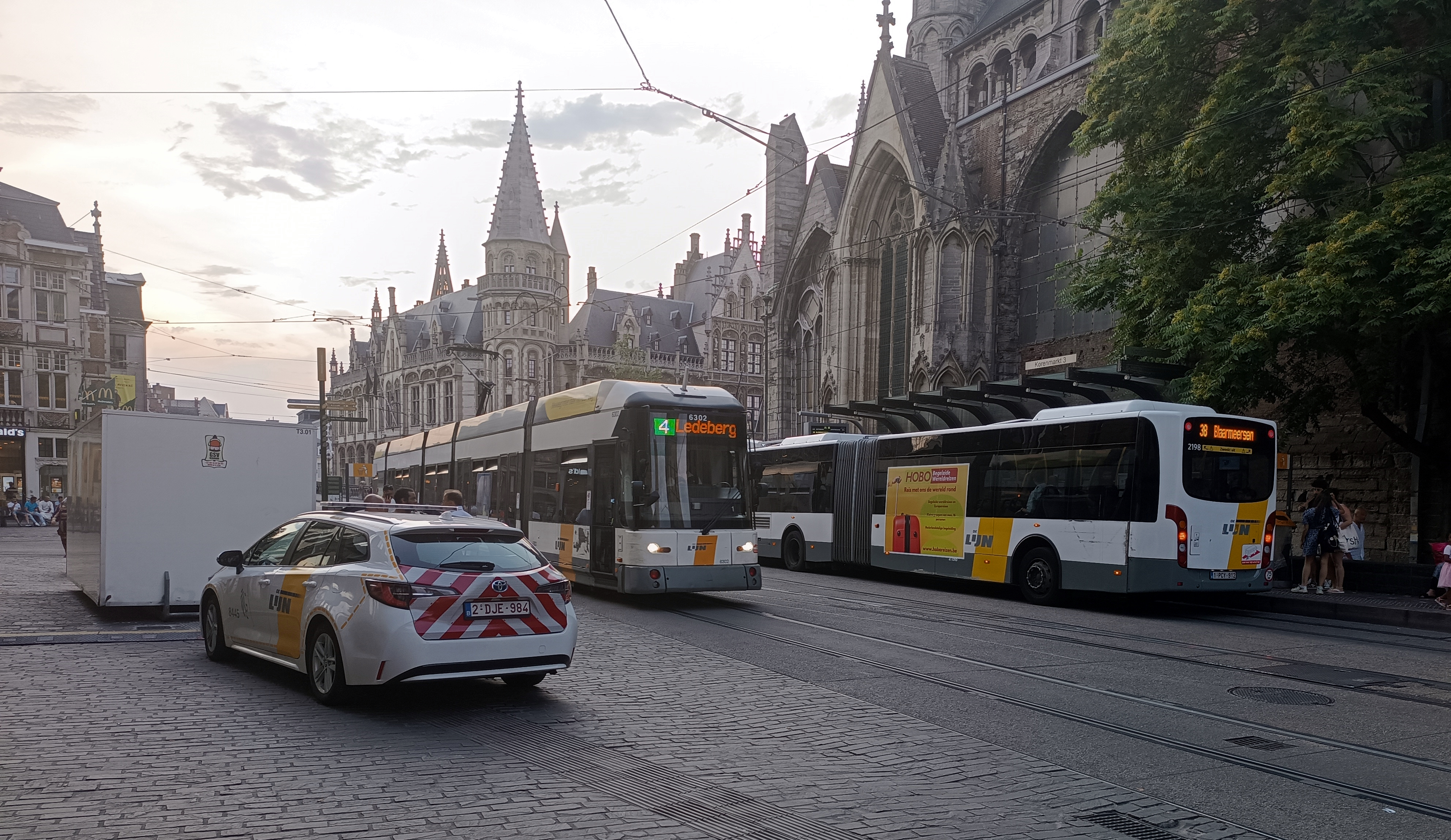
Vehicule d'intervention, tram et bus De Lijn à Gand.

La Vlaamse Vervoermaatschappij « De Lijn » (« Société flamande de transport La Ligne » en français), abrégé en De Lijn (litt. « La Ligne ») est une société publique belge de transport responsable de l'exploitation des transports en commun de la Région flamande.
De Lijn est active dans toute la Flandre, la région de Bruxelles-Capitale, la région frontalière avec les Pays-Bas (Brabant-Septentrional, du Limbourg et la Flandre zélandaise) et dans un certain nombre de communes en Wallonie.

## Historique
De Lijn a été créée en 1991, lors de la régionalisation des transports en commun locaux. Elle résulte du découpage de la SNCV en deux sociétés, l'une flamande (De Lijn) et l'autre wallonne (Société régionale wallonne du transport, utilisant le sigle TEC pour « Transport en commun », comme nom commercial).
Lors de sa création, De Lijn a absorbé les sociétés publiques de transport urbain d'Anvers (MIVA) et de Gand (MIVG).

## Réseaux
Le réseau De Lijn est essentiellement composé d'autobus, mais elle exploite également des lignes de tramways sur la côte belge (une seule ligne de tram, la plus longue du monde), à Gand (quatre lignes de tram) et à Anvers (douze lignes de tram, avec certaines sections exploitées en prémétro sur leur parcours souterrain). Il est prévu de mettre un jour en service d'autres lignes de tram, de tram-train ou de train-tram ailleurs dans le pays, par exemple en réhabilitant d'anciennes lignes de chemin de fer.

## Matériel roulant
Tant les bus que les trams de De Lijn se reconnaissent à leur carrosserie blanche avec une large ligne jaune rappelant le logo de la firme (cf. photos en marge de droite).

### Autobus
| Illustration | Modèle ou type                             | Nombre | Numéros   | En service | Hors service | Remarques |
| ------------ | ------------------------------------------ | ------ | --------- | ---------- | ------------ | --------- |
|              | Jonckheere 115/Jonckheere Transit 2000     | 55     | 4405-4459 | 2004       |              |           |
|              | Jonckheere 115/010/Jonckheere Transit 2000 | 62     | 4902-4963 | 2006       |              |           |
|              | Man A35/Jonckheere Transit 2000            | 42     | 4460-4501 | 2004       |              |           |
|              | Volvo B7RLE/Jonckheere Transit 2000        | 79     | 4524-4602 | 2005       |              |           |
|              | Volvo B7RLE/Jonckheere Transit 2000        | 42     | 4838-4879 | 2006       |              |           |
|              | Volvo B7RLE/Jonckheere Transit 2000        | 36     | 4980-5015 | 2007       |              |           |
|              | Volvo B7RLE/Jonckheere Transit 2000        | 4      | 5079-5083 | 2007       |              |           |
|              | Volvo B7RLE/Jonckheere Transit 2000        | 73     | 5095-5167 | 2007-2008  |              |           |
|              | Volvo B7RLE/Jonckheere Transit 2000        | 15     | 5309-5323 | 2010       |              |           |
|              | Volvo B10BLE/Jonckheere Transit 2000       | 167    | 3829-3978 | 2000-2001  |              |           |
|              | Volvo B10BLE/Jonckheere Transit 2000       | 17     | 4011-4027 | 2000-2001  |              |           |
|              | Volvo B10MA/Jonckheere Transit 2000        | 25     | 3986-4010 | 2001       |              |           |

### Tramways
Chaque année en juillet-août, le réseau de Gand prête quelques rames Hermelijn à la ligne de la côte ; elles se reconnaissent au fait que, comme toutes les rames gantoises mais au contraire des rames « permanentes » de la côte, elles ont un poste de conduite à chaque extrémité.

## Accessibilité
95 % des bus sont équipés pour accueillir des fauteuils roulants, et 70 % des trams sont accessibles. En 2016, ces chiffres étaient de 86 % et 46 % respectivement. L'objectif de De Lijn est d'avoir la totalité de ses bus accessibles en 2020.

## Tarification
Il est possible d'acheter des tickets à l'unité, ou de prendre un abonnement. Un mois d'abonnement Omnipass coûte 49 €, trois mois 124 €, et un an 319 €. Les plus de 65 ans bénéficient d'un tarif réduit, l'‍Omnipas 65+ coûtant 54 € par an, ou gratuit pour les handicapés de 65 ans et plus habitant en Région flamande. Les enfants de 6 à 11 ans bénéficient d'un Buzzy Pazz au même tarif. De 12 à 24 ans, le Buzzy Pazz au mois coûte 33 €, 80 € pour trois mois, 212 € pour un an.

## Informations financières
De Lijn est détenue :
- à 81,55 % par la communauté flamande ;
- à 10,92 % par 221 des 300 communes de Flandre ;
- à 6,76 % par les 5 provinces flamandes (Flandre-orientale, Flandre-occidentale, Brabant flamand, Anvers, Limbourg) ;
- à 0,63 % par la Région de Bruxelles-Capitale ;
- à 0,14 % par des particuliers.

Le capital total est de 54 M€. Le budget annuel de l'entreprise est d'un milliard d'euros. Il est couvert à 80 % par des subsides, les 20 % restants provenant de la vente de titres de transport.

## Évolution du nombre de passagers
| Année | Passagers (millions) |
| ----- | -------------------- |
| 2001  | 265                  |
| 2002  | 318,4                |
| 2003  | 362,2                |
| 2004  | 413                  |
| 2005  | 448,7                |
| 2006  | 462,8                |
| 2007  | 483,2                |
| 2008  | 508,1                |
| 2009  | 531,2                |
| 2010  | 551,2                |
| 2011  | 549,1                |
| 2012  | 544                  |
| 2013  | 539,5                |
| 2014  | 532,2                |
| 2015  | 529,9                |
| 2016  | 518,8                |